# Joseph Lamb

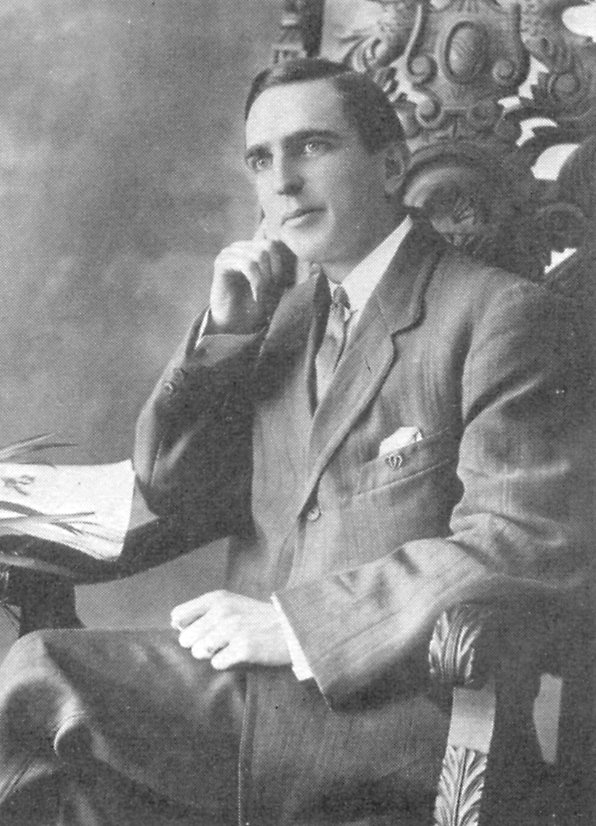
Joseph Lamb, c. 1915

Joseph Francis Lamb (6 de Dezembro de 1887 — 3 de Setembro de 1960) foi compositor americano de ragtime. Seu estilo é mais clássico e quieto, do que os outros compositores do "Big Three" (Scott Joplin, James Scott e Joseph Lamb). E por sinal ele era o único compositor branco desse grupo.

## Biografia
Joseph Lamb nasceu em Montclair, Nova Jersey, filho de emigrantes irlandeses católicos. Ele ensinou a si mesmo a tocar piano, e costumava adquirir as primeiras composições de Scott Joplin e James Scott. Quando estava comprando músicas no escritório de John Stark & Son, encontrou-se com seu ídolo Scott Joplin. Joplin ficou impressionado com as suas composições e introduziu ele para o editor de ragtime clássico John Stark. Stark começou então a publicar suas músicas para a década, começando com "Sensation". Em 1911, Lamb casou-se com Henrietta Schultz e se mudou para Brooklyn, New York, e começou a trabalhar como arranjador e contabilista. 
Nos anos 50, quando o interesse pelo ragtime ressurgia, Lamb compartilhou suas memórias de Scott Joplin e de outros compositores. Também compôs novos rags e publicou composições antigas que nunca foram publicadas.
Joseph F. Lamb morreu de um ataque cardíaco aos 72 anos, em 1960. 

## Obras mais importantes
- "Bohemia Rag" (1919)
- "Ragtime Nightingale" (1914)
- "America Beauty Rag" (1913)
- "Sensation" (1908)
- "Top Liner Rag" (1916)

## Ligações Externas
- "Patricia Lamb Conn: Connecting with Ragtime's Glory Days" - reminiscences of Lamb's daughter, with family photographs.
- "Perfessor" Bill Edwards plays many Lamb rags, with stories.
- Lamb and his compositions on grainger.de